# ジュリー・ペイン (1946年生の女優)
ジュリー・ペイン（Julie Payne、1946年9月11日 - ）は、アメリカ合衆国の女優。

## 出演作品
- ラリーのミッドライフ★クライシス シーズン1 - シーズン5
- NYPDブルー シーズン12
- アメリカン・パイ3:ウェディング大作戦
- ゆかいなブレディ一家/我が家がイチバン
- ホーンテッド・ハウス
- ドライビング・アカデミー
- 女ざかり/ホリーとサンディ
- バージンバケーション/ボクのナンパマニュアル教えます　Fraternity Vacation（1985年）
- プライベイトスクール